# Король и шут (фильм)
«Король и шут» (кор. 왕의 남자, ханча. 王子子, ром. Wang-ui Namja, досл. Мужчина короля) — южнокорейский историческо-драматический фильм 2005 года. Экранизация пьесы «Yi» о правителе Чосона, Ёнсангуне, и придворном шуте, который осмеивал его. Главные роли исполнили Кам У Сон, Ли Чжун Ки и Чон Джин Ён.
Фильм был выбран в качестве заявки от Южной Кореи на премию «Оскар» 2006 года за Лучший фильм на иностранном языке. Более чем с 12,3 миллионами проданными билетами, это самый просматриваемый фильм Южной Кореи в 2005 году, также он входит в список самых кассовых фильмов Южной Кореи.

## Сюжет
Двое друзей-шутов, живущие во времена династии Чосон, арестованы за сатирическое представление, высмеивающее короля. Их привозят во дворец и собираются казнить, но шутам даётся шанс спастись, если они смогут рассмешить короля. Вскоре король начинает проявлять влечение и любовь к одному из шутов, что приводит к трагическим последствиям.

## В ролях
- Кам У Сон — Чан Сан
- Ли Джун Ги — Кон Гиль
- Чон Джин Ён — король Ёнсан
- Кан Сон Ён — Чан Нок Су, любовница короля
- Чан Хан Сон — Cheo-sun
- Ю Хэ-джин — Yuk-gab
- Чон Сог-ён — Chil-duk
- Ли Сын-хун — Pal-bok

## Создание
Фильм был экранизирован по корейской пьесе «Yi», написанной Ким Тэ Уном, в центре которой был Кон Гиль, актёр-травести, специализирующийся на женских ролях. Пьеса была основана на небольшом отрывке из Анналов династии Чосон, где упоминается любимый шут короля, Кон Гиль, в то время как Чан Сан является вымышленным персонажем. Во времена Чосона словом «Yi» король называл своих любимых подданных. С момента первой постановки в 2000 году пьеса получила множество наград, в том числе за Лучшую сценическую пьесу года, Лучшего нового актёра (О Ман Сок) и Топ-3 лучших пьес года от Национальной театральной ассоциации Кореи, а также — за Лучшую сценическую пьесу 2001 года от Dong-A Art Foundation.

## Отзывы и критика
В Южной Корее фильм продал в общей сложности 12,3 миллионов билетов. Он занял первое место и собрал 6,5 миллиардов вон в первую неделю своего проката и собрал 72,6 миллиардов вон после 12 недель показа. Мировые сборы составляют 74,4 миллионов долларов США.
Для малобюджетного фильма стоимостью всего 4 миллиардов вон «Король и шут» превзошёл отметку в 10 миллионов зрителей 2 февраля, получив положительные отзывы от критиков и зрителей. Это привело к коммерческому успеху, что примечательно, учитывая его ориентацию на тему традиционных искусств и гомосексуализма. Успех был также удивителен, так как в фильме не было большого бюджета, известных актёров и режиссёров, по сравнению с другими фильмами, такими как «38-я параллель» и «Сильмидо», которые также выходили в тот момент. «Король и шут» принёс славу во всей Азии тогда ещё никому неизвестному Ли Чжун Ки.
«Король и шут» был выбран комитетом Корейского Киносовета в качестве заявки от Южной Кореи на премию «Оскар» 2006 года за Лучший фильм на иностранном языке, обойдя фильмы «Вторжение динозавра» и «Время», за его «общее эстетическое и коммерческое качество».

Нафис Ахмед из High On Films назвал фильм «шекспировской трагедией» и добавил: 
«Это хорошо написанная и срежиссированная историческая драма, которая вплетает эмоциональные нюансы короля и двух шутов в многослойную трагедию о любви, ревности, безумии и сострадании».